# All-rounder
All-rounder – termin krykietowy określający zawodnika specjalizującego się w grze na dwóch pozycjach: odbijającego i rzucającego, a czasami także odbijającego i wicket-keepera, w związku z czym są w praktyce najcenniejszymi zawodnikami każdej drużyny.
Zasady krykieta wymuszają na odbijającym opanowanie przynajmniej w podstawowym zakresie także umiejętności rzucania i na odwrót, ale istnieją gracze radzący sobie równie dobrze na obu pozycjach – to właśnie ich nazywa się all-rounderami.